# Los Castillejos (Teba)
El yacimiento arqueológico denominado Los Castillejos se sitúa próximo a la localidad de Teba (Málaga, España), localizándose los elementos arqueológicos más antiguos en un promontorio rocoso cercano al río Guadalteba.

## Descripción
La elección de este lugar respondería a varios factores, entre los que se encuentra el control de las rutas de comunicaciones, como la que parte de la costa malagueña hasta el sector sevillano de la campiña del Guadalquivir. Además este emplazamiento se sitúa en el Surco Intrabético, concretamente entre las depresiones de Antequera y Ronda, comunicación que se establece por el valle del Guadalteba, área caracterizada por sus fértiles tierras. 
Las intervenciones arqueológicas han permitido la constatación de una ocupación del yacimiento desde el siglo IX-VIII a. C. hasta época romana. Este hecho ha permitido el estudio del paso de las sociedades del Bronce Final hasta los oppida ibéricos, pasando por el impacto colonial fenicio, para terminar con la romanización. 
El elemento más antiguo es un tholos localizado en la ladera sur del Cerro de los Castillejos, aunque en este caso constituye un elemento aislado por no hallarse más restos de esta tipología. Éste se compone de un pequeño corredor de acceso y una cámara de planta ovalada con cubierta de falsa cúpula, conservando también parte del túmulo de tierra que cubría dicha estructura.
El asentamiento del Bronce Final es el período más antiguo de ocupación si exceptuamos el tholos. Los hallazgos arqueológicos han permitido detectar también un período orientalizante (siglos VII y VI a. C.). De dichos períodos se conservan fundamentalmente restos cerámicos en superficie, entre otros elementos. En la ladera sur de este cerro se ha podido documentar una zona de viviendas que se adscriben a un horizonte cultural diferente al recinto ibérico, y asociado a cerámicas realizadas tanto a mano como a torno.

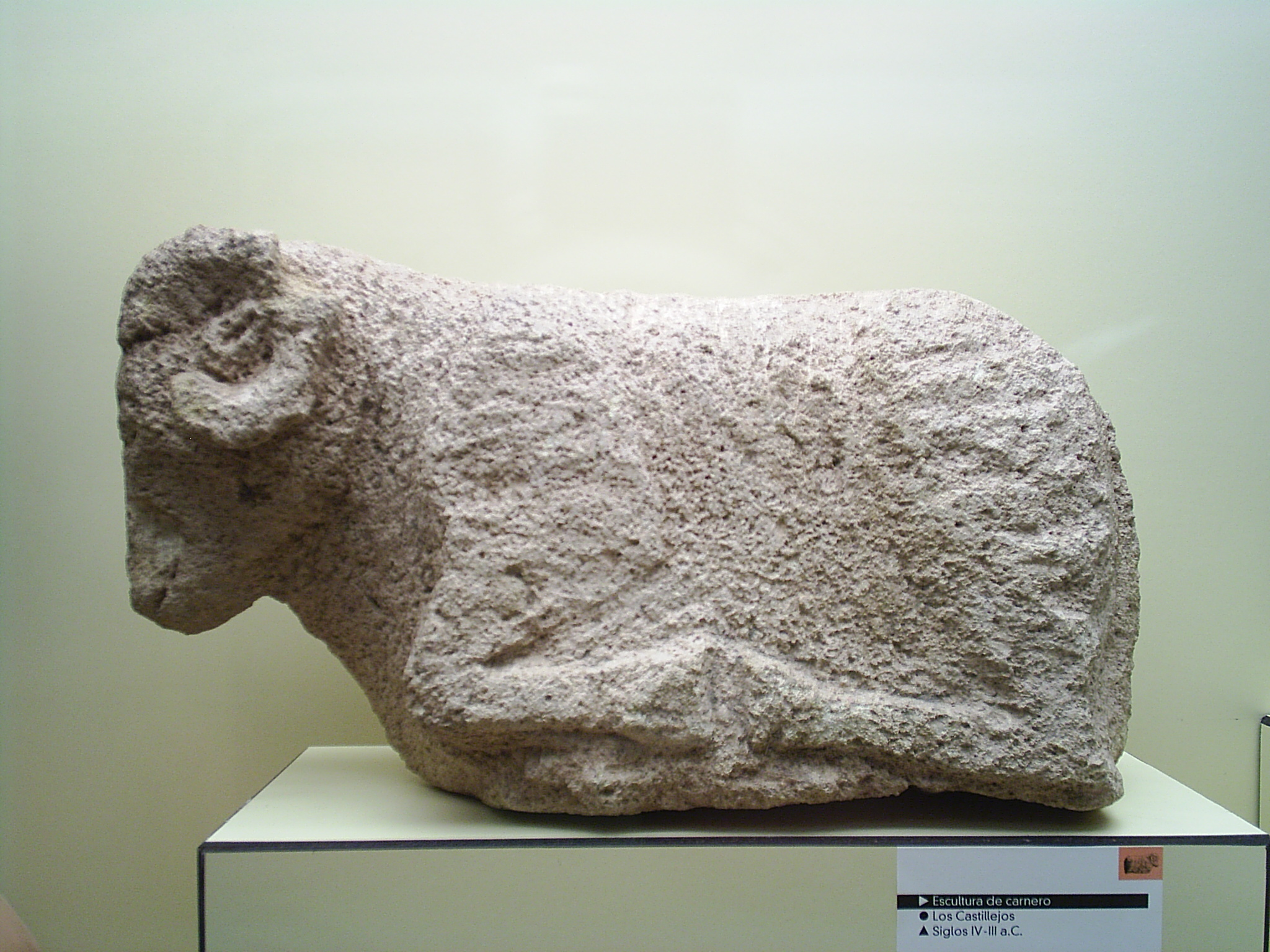
Estatua de Carnero procedente del yacimiento, Museo Histórico Municipal de Teba.

Las estructuras arqueológicas de mayor envergadura pertenecen a un poblado ibérico, en el cual destaca su perímetro amurallado, con un tratamiento diferente al exterior y al interior. En el primero se utilizan piedras de gran tamaño y perfectamente careadas, mientras que en el interior las piedras son pequeñas e irregulares, similares a las del relleno sin el careado frontal. Esta muralla data del siglo VI a. C., tratándose de una construcción única en el interior de la provincia de Málaga, junto con la rondeña Silla del Moro, además, por primera vez se han podido documentar niveles de los siglos VIII-VI a. C. con estructuras en la ruta natural del río Guadalhorce.
En cuanto a la necrópolis de esta fase, se detecta fuera del recinto ibérico, y se registra la práctica de la incineración, donde han aparecido gran cantidad de restos arqueológicos pertenecientes a los ajuares. 
Posteriormente la población se traslada y el asentamiento plenamente romano se localiza en el Cortijo del Tajo o del Canal, lo que supone una continuación cronológica de ocupación del área. En este sector los hallazgos se han caracterizado por su gran entidad, destacando fundamentalmente los restos arqueológicos asociados al ámbito funerario. También en el centro de este asentamiento se ha detectado restos relacionados con una construcción de carácter defensivo.